# Honda
Honda Giken Kogyo Kabushiki Kaisha (Honda Motor, Co., Ltd) (in katakana: ホンダ; in kanji: 本田) is een Japanse fabrikant van auto's, motorfietsen, en bromfietsen.
Hiernaast maakt men ATV's, elektrische generatoren, watersportmachines, tuinmachines en heeft men een bekend robotonderzoeksprogramma.

## Activiteiten
In het jaar 2014 stond Honda op nummer 8 op de lijst van grootste voertuigproducenten wereldwijd. In Japan staat Honda op nummer drie achter Toyota en Nissan.
In 2024, dit boekjaar liep van 31 maart 2013 tot 1 april 2024, werd twee derde van de omzet behaald met de verkoop van auto’s en 16% met de verkoop van tweewielers. De rest werd gerealiseerd door de financiële diensten, kleine motoren en andere producten. In dit jaar werden 4,1 miljoen auto’s verkocht. Noord-Amerika en Azië zijn de belangrijkste afzetmarkten, elk met 1,6 miljoen eenheden. Japan staat op nummer drie met 0,6 miljoen voertuigen en in Europa werden 103.000 voertuigen verkocht. In datzelfde jaar werden bijna 19 miljoen tweewielers, zoals bromfietsen, scooters en motorfietsen, verkocht, waarvan veruit het grootste deel in Azië.
Het hoofdkantoor staat in Tokio. De aandelen worden verhandeld op de effectenbeurzen van Tokio, New York, Osaka, Nagoya, Sapporo, Kioto, Fukuoka, Londen, Parijs, en Zwitserland. Ongeveer 40% van de aandelen zijn in buitenlandse handen.
Hieronder een overzicht van de belangrijkste verkopen in eenheden en de financiële resultaten. Vanaf het gebroken boekjaar 2016 is Honda overgestapt van US GAAP naar de IFRS boekhoudmethodiek.
| Jaar           | Autoverkopen (× 1000) | Motorverkopen (× 1000) | Aantal werknemers (× 1000) | Omzet (× ￥ miljard) | Nettoresultaat (× ￥ miljard) |
| -------------- | --------------------- | ---------------------- | -------------------------- | -------------------- | ----------------------------- |
| 2005           | 3242                  | 10.482                 | 138                        | 8650                 | 486                           |
| 2006           | 3391                  | 10.271                 | 145                        | 9908                 | 597                           |
| 2007           | 3652                  | 10.369                 | 167                        | 11.087               | 592                           |
| 2008           | 3925                  | 9320                   | 179                        | 12.003               | 600                           |
| 2009           | 3517                  | 10.114                 | 182                        | 10.011               | 137                           |
| 2010           | 3392                  | 9639                   | 177                        | 8759                 | 268                           |
| 2011           | 3529                  | 18.331                 | 179                        | 8937                 | 435                           |
| 2012           | 3108                  | 15.061                 | 187                        | 9948                 | 211                           |
| 2013           | 4014                  | 15.494                 | 190                        | 9878                 | 347                           |
| 2014           | 4323                  | 17.021                 | 199                        | 11.842               | 574                           |
| 2015 (US GAAP) | 4364                  | 17.765                 | 204                        | 12.647               | 493                           |
| 2015 (IFRS)    | -                     | -                      | -                          | 13.328               | 561                           |
| 2016           | 4743                  | 17.055                 | 208                        | 14.601               | 406                           |
| 2017           | 5028                  | 17.661                 | 212                        | 13.999               | 679                           |
| 2018           | 5199                  | 19.554                 | 216                        | 15.361               | 1129                          |
| 2019           | 5323                  | 20.238                 | 220                        | 15.889               | 676                           |
| 2020           | 4790                  | 19.340                 |                            | 14.931               | 456                           |
| 2021           | 4546                  | 11.132                 |                            | 13.171               | 657                           |
| 2022           | 4074                  | 17.028                 | 204                        | 14.553               | 707                           |
| 2023           | 3687                  | 18.757                 | 197                        | 16.908               | 651                           |
| 2024           | 4109                  | 18.819                 | 195                        | 20.428               | 1108                          |

## Geschiedenis
Honda werd op 24 september 1948 opgericht in Hamamatsu en het bedrijf kreeg de naam van de oprichter Soichiro Honda. Er werd begonnen met de productie van losse motoren voor inbouw in fietsen.
Al snel werd overgegaan op productie van volledige motorfietsen, aanvankelijk zelfs als licentiehouder van Harley-Davidson.
Midden jaren 50 was Honda het eerste van vele Japanse bedrijven die de Europese en Amerikaanse markt benaderden met aanvankelijk lichte, maar later ook zeer zware motorfietsen.
Eind jaren 60 werd ook de internationale automobielmarkt betreden.
In 1998 werd Guangqi Honda Automobile opgericht, een joint venture met de Chinese Guangzhou Automobile Group. Samen ontwikkelen en produceren zij voertuigen in China. In 2017 verkocht de joint venture 710.000 voertuigen.
In Swindon, Engeland, stond een grote fabriek van Honda. Honda was een van de eerste van de Japanse autoconcerns die deze stap maakte. In Swindon werden voertuigen geproduceerd voor de Europese markt. De verkopen van Honda stonden echter onder druk, in 2007 verkocht Honda nog 330.000 voertuigen in Europa en dit was gedaald naar 142.000 in 2014. Minder auto’s worden er geproduceerd waardoor ook de werkgelegenheid in de fabriek is gedaald van een piek van 5000 medewerkers naar 3100 in begin 2015. In maart 2015 besloot Honda voor 200 miljoen pond in de fabriek te investeren om de efficiency te verbeteren. Er bestonden ook plannen om voertuigen van deze fabriek te exporteren naar de Verenigde Staten. Begin 2019 besloot Honda te fabriek te sluiten. In 2022 ging de fabriek dicht en verloren ongeveer 3500 medewerkers hun baan en ongeveer eenzelfde aantal bij de toeleveranciers.
In 2002 tekende Honda een tweede samenwerkingscontract met de Chinese Dongfeng Motor Corporation. Medio 2003 werd een joint venture opgericht, actief onder de naam Dongfeng Honda Auto. In 2004 rolde de eerste voertuigen uit de fabriek in Wuhan. Door het succes van de verkopen werd in 2005 besloten de capaciteit te verhogen tot 120.000 eenheden per jaar, gevolgd in 2008 met een additionele uitbreiding tot 200.000. Op 23 juli 2011 rolde het 1 miljoenste exemplaar uit de fabriek. In het gebroken boekjaar 2017 verkocht deze onderneming ongeveer 0,5 miljoen voertuigen.
In 2006 is Honda ook actief in de luchtvaart met de HondaJet, een vliegtuig met een capaciteit van zes passagiers en een kruissnelheid 420 knopen.
Honda heeft een grote historie opgebouwd op racegebied, met successen in nagenoeg alle takken van gemotoriseerde sport.
In december 2024 raakte bekend dat Honda en Nissan Motor in gesprek zijn over samenwerking en wellicht een fusie. Beide bedrijven kampen met tegenvallende verkopen en een bundeling van de activiteiten kan de marktpositie versterken. In februari 2025 werden de gesprekken, zonder overeenkomst, beëindig.
In juni 2025 voerde Honda met succes een lancering en landing uit van een herbruikbare raket. Honda heeft gezegd dat het een sub-orbitale ruimtevlucht wil maken in 2029.

## Modellen

### Bromfietsen

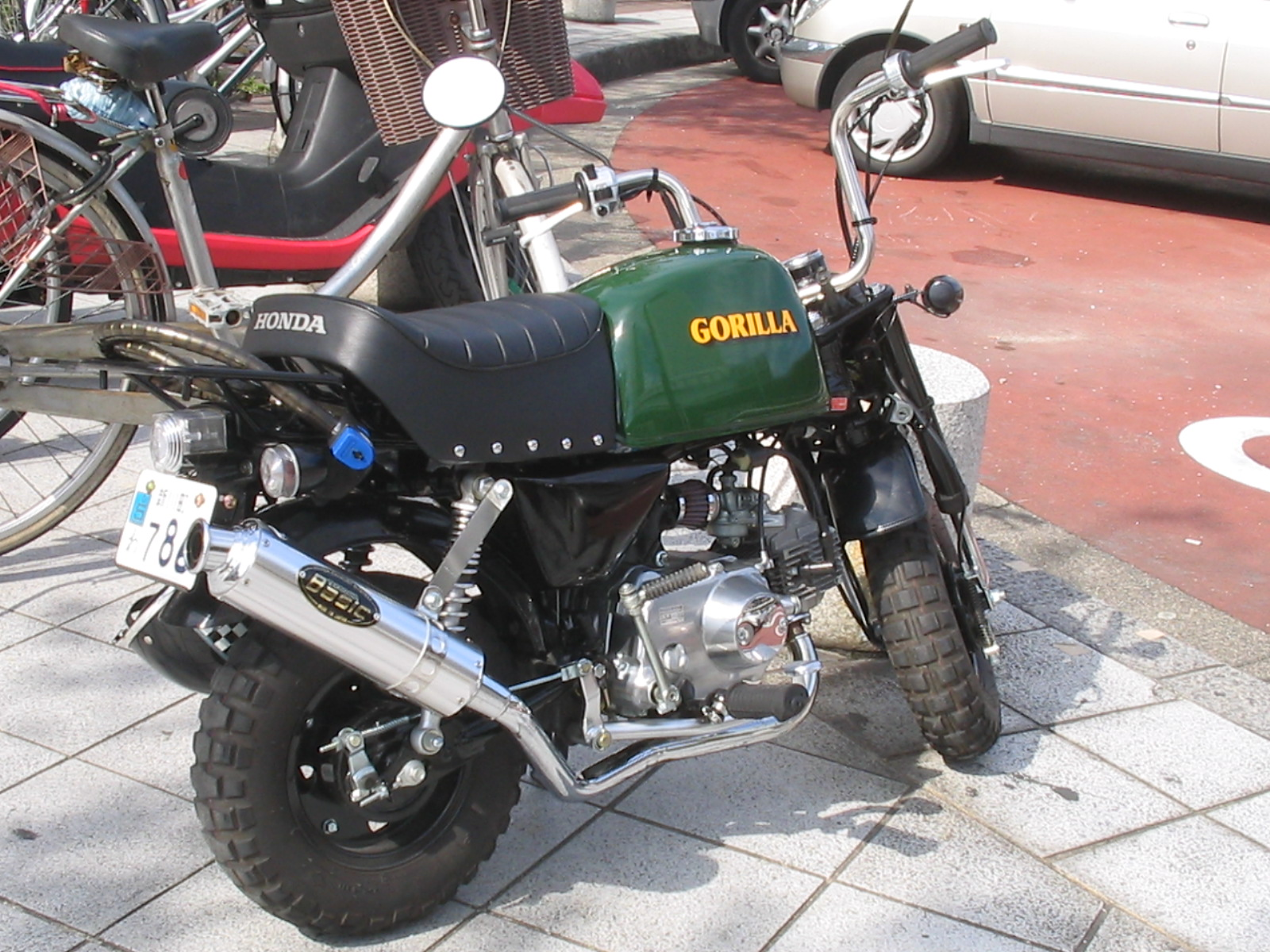
Honda Gorilla

De bromfietsen zijn voorzien van een 4-taktmotor, tenzij anders aangegeven:
- Honda PA50 (Camino) 2-taktmodel
- Honda SS
- Honda TT
- Honda c50
- Honda Dax
- Honda ZB
- Honda Gorilla
- Honda Monkey Z50
- Honda P50
- Honda Chaly
- Honda Ps50
- Honda PT50
- Honda Amigo PF50
- Honda Novio PF50
- Honda CD
- Honda CY
- Honda CB50
- Honda MB 2-taktmodel
- honda mcx 2-taktmodel
- Honda MT 2-taktmodel
- Honda MTX 2-taktmodel
- Honda MBX 2-taktmodel
- Honda NSR 2-taktmodel
- Honda C310S
- Honda C310A
- Honda C320A
- Honda C320S
- Honda PC50
- Honda xl50
- Honda sl50
- Honda Pk50 (Wallaroo) 2-taktmodel

- Honda ST90

- Honda Ape 50

### Scooters
- Honda Elite 2-taktmodel
- Honda Aero 2-taktmodel
- Honda cr 125 2-taktmodel
- Honda Scoopy 2-taktmodel
- Honda C50 4-taktmodel
- Honda SFX 50 2-taktmodel

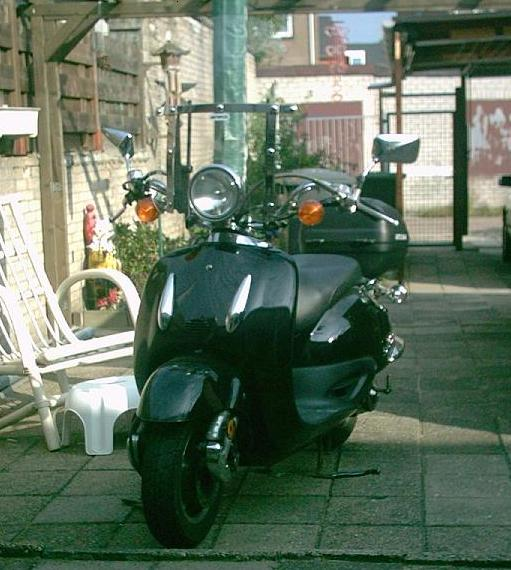
Honda Shadow SRX50W

- Honda Shadow/Joker SRX 50/90 2-taktmodel
- Honda Wallaroo 2-taktmodel
- Honda PX50 2-taktmodel
- Honda Vision 2-taktmodel
- Honda MCX 2-taktmodel
- Honda X8R-(S) 2-taktmodel
- Honda Zoomer 4-taktmodel
- Honda Janko 4-taktmodel
- Honda PS50 4-taktmodel
- Honda scv100 lead 100 cc 4-taktmodel
- Honda SH 300i, 279 cc, 18,5 kW, 4-taktmodel, 1996 - 2020.

### Motorfietsen
- Honda CB 450
- Honda Super Cub-serie

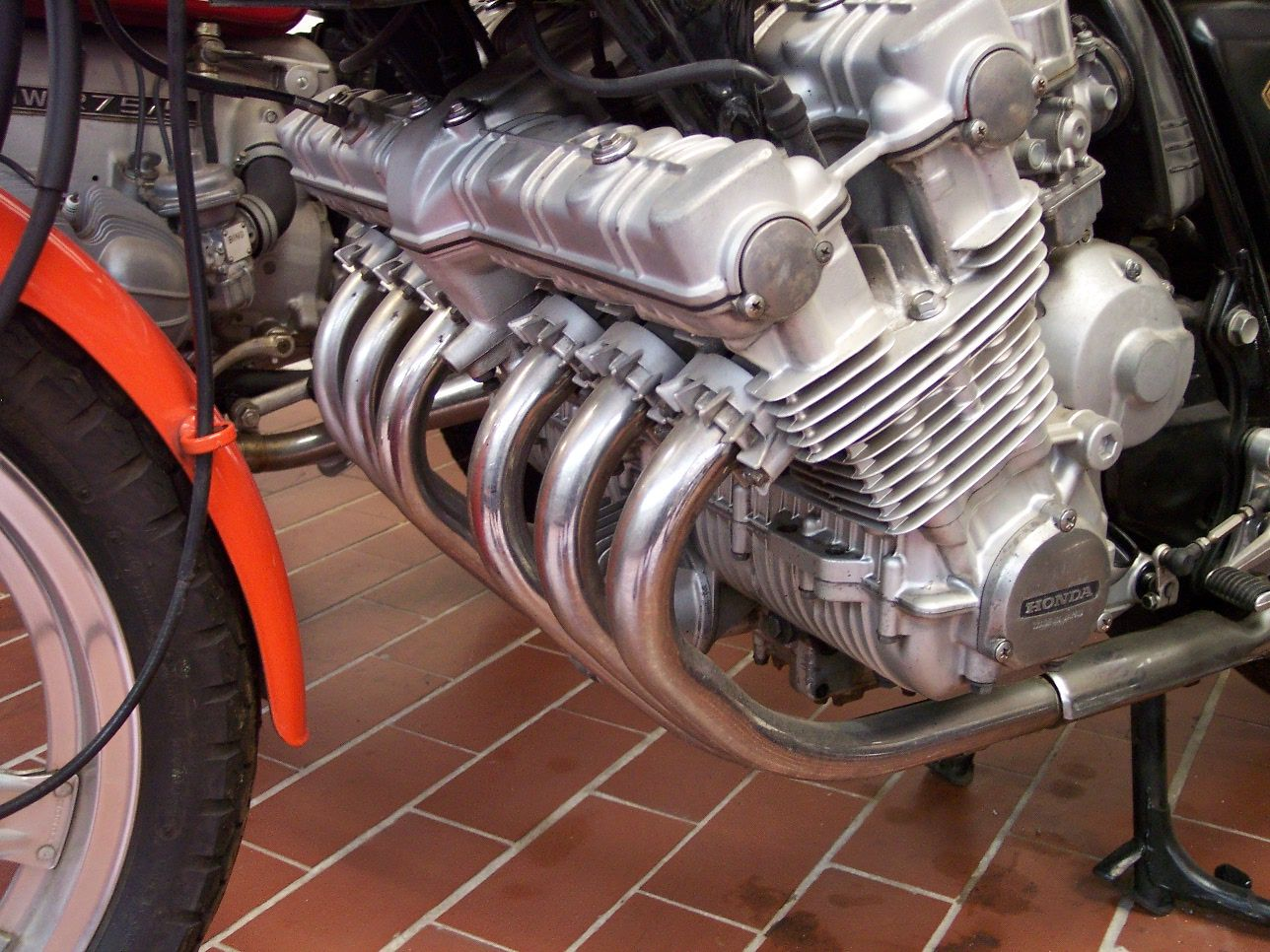
De 1047 cc zescilinder lijnmotor van de Honda CBX uit 1979

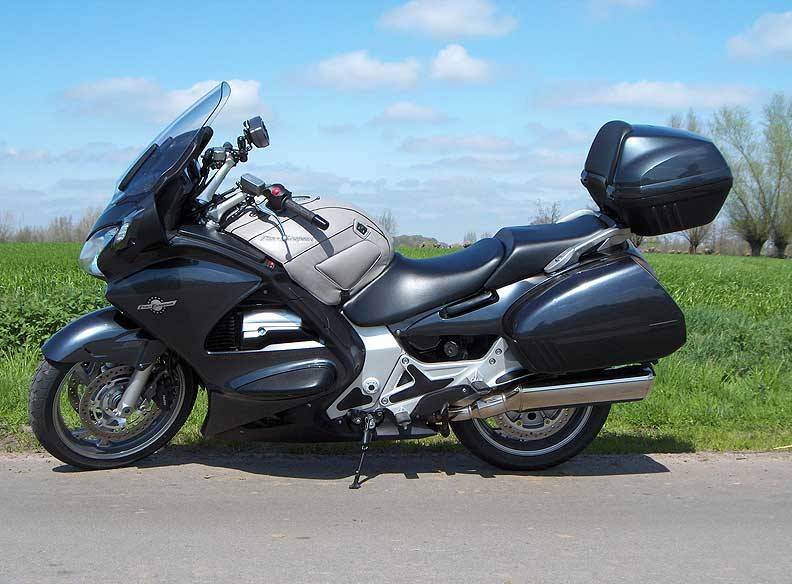
Honda Pan European ST1300

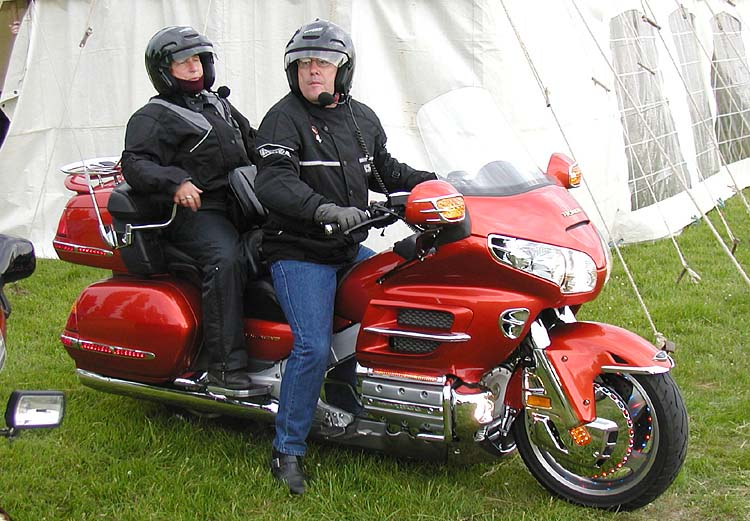
Honda Goldwing

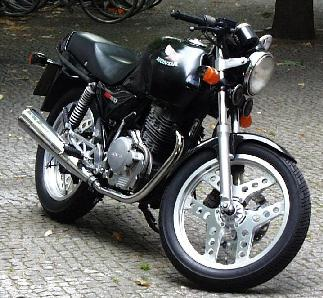
Honda XBR 500

- Honda CB 72 Super Sport/Super Hawk
- Honda CB 77 Super Sport/Super Hawk
- Honda CB 200 Een tweecilinder SOHC met luchtkoeling
- Honda CB 250 T Een tweecilinder SOHC met luchtkoeling
- Honda CB 250 N Een tweecilinder SOHC met luchtkoeling, opvolger van de CB250 T
- Honda CB 350 F Een viercilinder SOHC met luchtkoeling
- Honda CB 400 T Een tweecilinder SOHC met luchtkoeling
- Honda CB 400 N Een tweecilinder SOHC met luchtkoeling, opvolger van de CB400 T
- Honda CB 400 F Een viercilinder SOHC met luchtkoeling
- Honda CB 450 M Hellcat
- Honda CB 500 F Een viercilinder SOHC met luchtkoeling
- Honda CB 550 F Een viercilinder SOHC met luchtkoeling
- Honda CB 650 E Een viercilinder
- Honda CB 750 Een viercilinder DOHC met waterkoeling
- Honda CB 750 Four De eerste Japanse viercilinder productiemotorfiets, SOHC met luchtkoeling
- Honda CB 750 Kz Een viercilinder DOHC met luchtkoeling
- Honda CB 750 F Een viercilinder DOHC met luchtkoeling, ten onrechte ook vaak Bol d'Or genoemd
- Honda CB 900 F Bol d'Or Een viercilinder DOHC met lucht- en oliekoeling
- Honda CB 1000 R
- Honda CB 1100
- Honda CB 1300
- Honda CBF 125
- Honda CBF 125 F
- Honda CBF250
- Honda CBF600
- CBR
- Honda CBR 125
- Honda CBR 600 Het beroemde model van Honda
- Honda CBR 1000f tot 1996, waarna de Fireblade kwam
- Honda CBR 900 RR Fireblade
- Honda CBR 1100 XX Super Blackbird
- Honda CBX
- Honda CF 900
- Honda CR 85 R (crossmotor)
- Honda CR 125 R
- Honda CR 250 R
- Honda CR 480 R
- Honda CR 500 R
- Honda CT90 Trail 90
- Honda CX 500 Een dwarsgeplaatste V-twin met cardanaandrijving
- Honda CX 650
- Honda Dream
- Honda Goldwing Een boxermotor met eerst 4, later 6 cilinders
- Honda Monkey 125
- Honda NR 750 R Een V4 met ovale zuigers
- Honda NTV650 Revere
- Honda NT650V Deauville
- Honda NT700V Deauville
- Honda NSR 50
- Honda NSR 125
- Honda NS400R 2-takt 3-cilinder V-blok opgesteld onder een hoek van 90 met waterkoeling
- Honda PC800 Pacific Coast
- Honda ST1100 Pan European, dwars geplaatst viercilinder V-blok met waterkoeling
- Honda ST1300 Pan European, dwars geplaatst viercilinder V-blok met waterkoeling
- Magna
- Honda VF400F (NC13)
- Honda VF500F
- Honda VF700F
- Honda VF750F Interceptor (C45)
- Honda VF1000 Interceptor
- Honda V45 VF750S en V65 VF1100S Sabre
- Honda VFR 750
- Honda VFR 800FI
- Honda VFR 800 V-tec
- Honda VT500C Shadow. De Europese versie heette VT500C en de geïmporteerde Amerikaanse versie was de Shadow 500.
- Honda VT500FTE Ascot. Amerikaans model, zelfde blok als Shadow.
- Honda VT600C Shadow
- Honda VT700C Shadow. Door een Amerikaanse importheffing werd de Shadow 750 omgevormd tot een 695 cc-machine.
- Honda VT750C Shadow. De Europese VT750C is alleen in 1983 en 1984 geproduceerd. De geïmporteerde Amerikaanse versie was de Shadow 750.
- Honda VT800C Shadow. Amerikaans jubileummodel custom. Alleen in 1988 gebouwd.
- Honda VT1100C Shadow
- Honda VTR1000F - Firestorm
- Honda X4
- Honda XR80
- Honda XR 200, 250, 350, 500, 600 R Series dirt bikes
- Honda X11
- Honda XL125 Varadero
- Honda XL600V Transalp (vanaf 1987 tot 2000)
- Honda XL650V Transalp (vanaf 2000 tot 2007)
- Honda XL700V Transalp (vanaf 2007 tot 2013)
- Honda XRV 650 Africa Twin
- Honda XRV 750 Africa Twin
- Honda CRF 1000L Africa Twin
- Honda GL1500C F6C - "flat-six" in de Verenigde Staten Valkyrie genoemd productie 1997-2003. Hiervan zijn er ongeveer 48.400 stuks van gemaakt waarvan ca. 41.000 voor de Amerikaanse markt.

### Auto's
Modelgamma Benelux:
- Jazz (in productie sinds 2002)
- Civic (in productie sinds 1972)
- HR-V (in productie sinds 2016)
- CR-V (in productie sinds 1997)
- NSX (in productie sinds 2016)
- Honda E

Modellen buiten Europa leverbaar, verkoop in Europa stopgezet:
- Accord (wordt nog wel buiten Europa verkocht)
- Legend (ook als Acura RLX)

Modellen in VS leverbaar:
- Fit (zustermodel Jazz)
- Accord
- Insight
- Civic (in productie sinds 1972)
- Clarity
- HR-V (in productie sinds 2016)
- CR-V (in productie sinds 1997)
- Odyssey
- Pilot
- Ridgeline
- Passport (in productie sinds 1993, tijdelijk uit productie tussen 2002 en 2019)

Modellen in Japan leverbaar:
- Acty
- Accord
- Civic (in productie sinds 1972)
- Clarity
- Fit (zustermodel Jazz)
- Freed
- Grace
- Jade
- Insight
- Legend
- N-Box
- N-ONE
- N-WGN
- Odyssey
- S660
- Stepwgn
- Vamos
- Vezel (zustermodel HR-V)

Modellen uit productie:
- Beat (werd niet in Europa geleverd)
- Concerto
- CRX
- CR-Z (Hybride Coupé in productie sinds 2010)
- FCX Clarity
- FR-V
- Integra (hatchback 1985-1990)
- Integra Type R (1996-2000)
- Insight (1e generatie), uit productie (1999-2006)
- Insight (2e generatie), uit productie (2008-2014)
- Jazz (1e generatie), uit productie (1983-1987)
- Logo
- Prelude
- Quintet
- Shuttle
- Stream
- S500
- S600
- S800
- S2000

#### Opmerking
Bepaalde modellen worden in de Verenigde Staten van Amerika, Canada en Hongkong onder de naam Acura op de markt gebracht.

### Buitenboordmotoren
Honda produceert al 40 jaar buitenboordmotoren. In 1964 produceerde Honda als eerste viertaktbuitenboordmotoren en het produceert tegenwoordig geen tweetakts meer. De kleinste buitenboord motor heeft een vermogen van 2,3 pk en dit loopt op tot 225 pk. Het blok van de grotere motoren is gebaseerd op de blokken uit de auto-industrie en door gebruik te maken van deze technologie kan Honda dan ook zuinige schone motoren produceren. Naast schroefaangedreven buitenboordmotoren maakt Honda sinds een paar jaa ook jetaangedreven buitenboordmotoren van 35, 65 en 105 pk.

### Vliegtuigen
- Honda HA-420 HondaJet
- Honda MH01
- Honda MH02